# Tricyclea nigroseta
Tricyclea nigroseta är en tvåvingeart som beskrevs av Charles Howard Curran 1927. Tricyclea nigroseta ingår i släktet Tricyclea och familjen spyflugor.
Artens utbredningsområde är Kongo. Inga underarter finns listade i Catalogue of Life.